# باول غاردينر
باول غاردينر (بالإنجليزية: Paul Gardiner)‏ هو كاتب أغاني وموسيقي بريطاني، ولد في 1 مايو 1958 في Hayes, Hillingdon ‏ في المملكة المتحدة، وتوفي في 4 فبراير 1984 في Northolt ‏ في المملكة المتحدة بسبب جرعة زائدة.

## وصلات خارجية
- باول غاردينر على موقع ميوزك برينز (الإنجليزية)
- باول غاردينر على موقع أول ميوزيك (الإنجليزية)
- باول غاردينر على موقع ديسكوغز (الإنجليزية)